# کوپا لیپتون
کوپا لیپتون یا کوپا د کاریداد لیپتون یک رقابت فوتبال دوستانه بود که بین تیم‌های ملی آرژانتین و اروگوئه برگزار می‌شد. این مسابقه ۲۹ بار بین سال‌های ۱۹۰۵ تا ۱۹۹۲ برگزار شد.

## تاریخچه

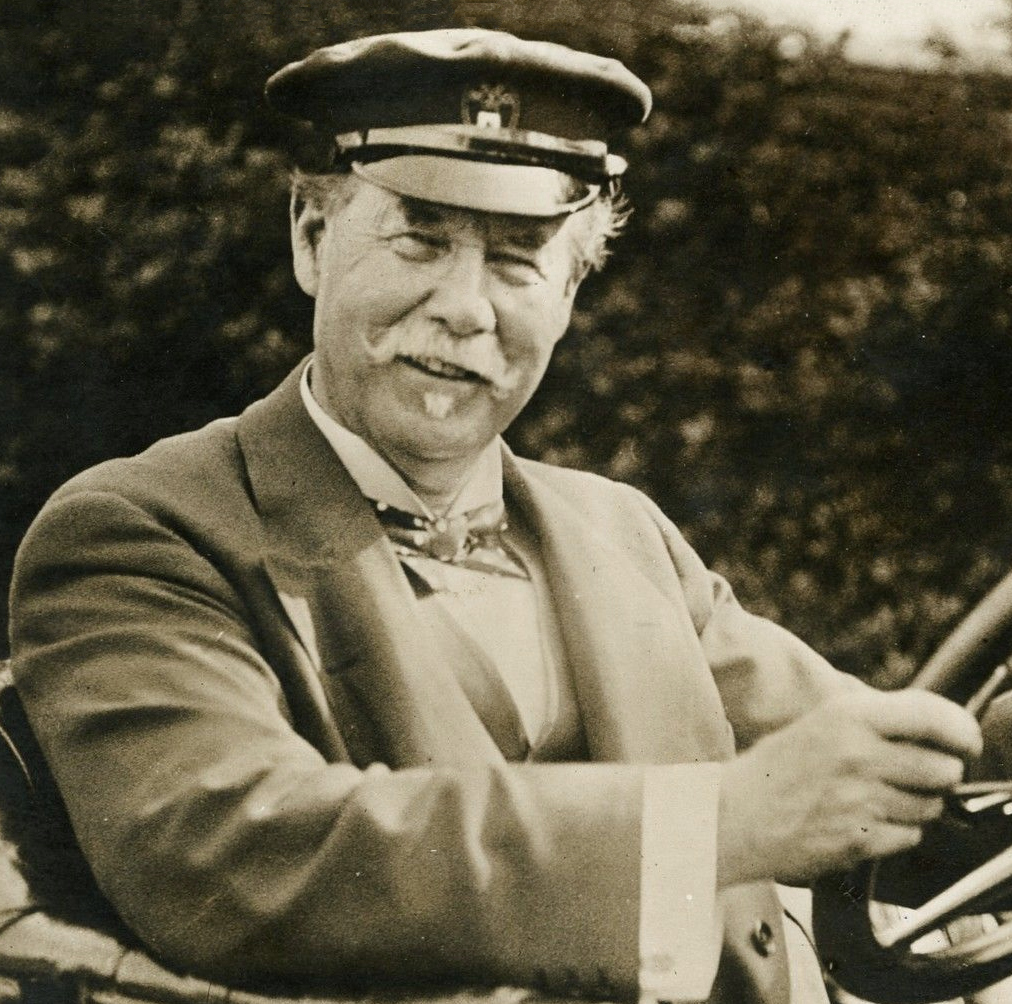
توماس لیپتون

این جام توسط توماس لیپتون، غول چای اسکاتلندی، برای مسابقاتی بین دو کشور در دو طرف ریو دلا پلاتا اهدا شد، با این شرط که تیم‌ها فقط از بازیکنان بومی تشکیل شوند. جام (قدیمی‌ترین جام بین‌المللی که در مقر اتحادیه آرژانتین به نمایش گذاشته شد) توسط طلاسازان انگلیسی فلوکینگتون از خیابان ریجنت مجسمه‌سازی شد.
این مسابقات به طور سالانه بین سال‌های ۱۹۰۵ و ۱۹۲۹ برگزار شد، به استثنای سال‌های ۱۹۱۴، ۱۹۲۰-۱۹۲۱ و ۱۹۲۵-۱۹۵۲. از آن زمان تنها به صورت پراکنده با تنها ۹ نسخه در طول نیم قرن بین سال‌های ۱۹۳۷ و ۱۹۹۲ بازی می‌شود. دهه ۱۹۱۰ به عنوان "عصر طلایی" مسابقات در نظر گرفته می‌شود، زیرا آرژانتین و اروگوئه تیم‌های غالب در آمریکای جنوبی بودند. سپس کوپا لیپتون مهمترین رقابت برای هر دو طرف بود. با این وجود، جام از دهه ۱۹۳۰ به دلیل تولد جام جهانی فوتبال، درگیری بین آرژانتین و اروگوئه و حضور سایر کشورها در مسابقات آمریکای جنوبی، علاقه خود را از دست داد.
کوپا لیپتون در مجموع ۲۹ بار انجام شده است که آرژانتین در ۱۸ مسابقه و اروگوئه در ۱۱ مسابقه برنده شدند.

## لیست قهرمانان

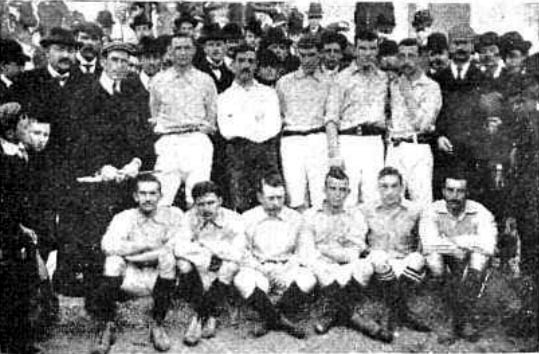
آرژانتین، قهرمان سال ۱۹۰۵

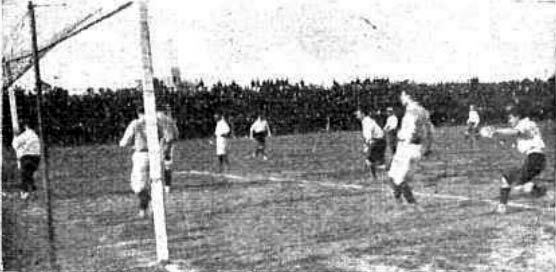
صحنه‌ای از بازی ۱۹۰۵

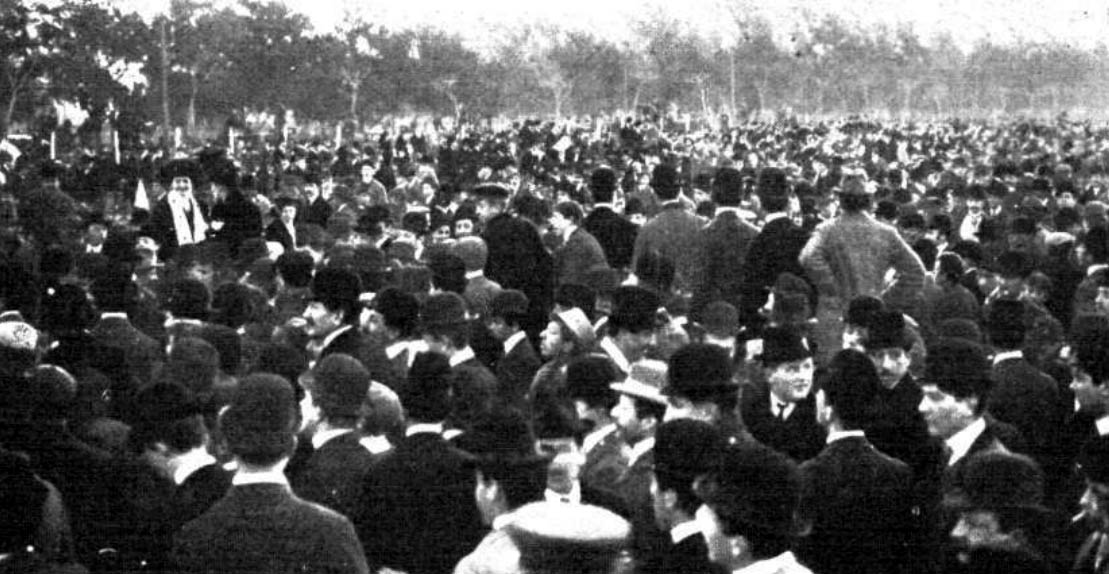
جمعیتی که در بازی سال ۱۹۰۷ بودند

این لیست شامل تمامی نسخه‌های این تورنمنت می‌باشد.
| نسخه | سال  | قهرمان   | نتیجه | نایب قهرمان | شهر         | ورزشگاه                                  |
| ---- | ---- | -------- | ----- | ----------- | ----------- | ---------------------------------------- |
| ۱    | ۱۹۰۵ | اروگوئه  | ۰–۰   | آرژانتین    | بوئنوس آیرس | ورزشگاه انجمن ورزش آرژانتین              |
| ۲    | ۱۹۰۶ | آرژانتین | ۲–۰   | اروگوئه     | مونته‌ویدئو  | ورزشگاه گران پارک سنترال                 |
| ۳    | ۱۹۰۷ | آرژانتین | ۲–۱   | اروگوئه     | بوئنوس آیرس | ورزشگاه استودیانتس                       |
| ۴    | ۱۹۰۸ | آرژانتین | ۲–۲   | اروگوئه     | مونته‌ویدئو  | ورزشگاه گران پارک سنترال                 |
| ۵    | ۱۹۰۹ | آرژانتین | ۲–۱   | اروگوئه     | بوئنوس آیرس | ورزشگاه جی‌ای‌بی‌ای                         |
| ۶    | ۱۹۱۰ | اروگوئه  | ۳–۱   | آرژانتین    | مونته‌ویدئو  | ورزشگاه بلودره                           |
| ۷    | ۱۹۱۱ | اروگوئه  | ۲–۰   | آرژانتین    | بوئنوس آیرس | ورزشگاه جی‌ای‌بی‌ای                         |
| ۸    | ۱۹۱۲ | اروگوئه  | ۲–۰   | آرژانتین    | مونته‌ویدئو  | ورزشگاه گران پارک سنترال                 |
| ۹    | ۱۹۱۳ | آرژانتین | ۴–۰   | اروگوئه     | آویاندا     | ورزشگاه راسینگ                           |
| ۱۰   | ۱۹۱۵ | آرژانتین | ۲–۱   | اروگوئه     | بوئنوس آیرس | ورزشگاه جی‌ای‌بی‌ای                         |
| ۱۱   | ۱۹۱۶ | آرژانتین | ۲–۱   | اروگوئه     | مونته‌ویدئو  | ورزشگاه گران پارک سنترال                 |
| ۱۲   | ۱۹۱۷ | آرژانتین | ۱–۰   | اروگوئه     | آویاندا     | ورزشگاه راسینگ                           |
| ۱۳   | ۱۹۱۸ | آرژانتین | ۱–۱   | اروگوئه     | مونته‌ویدئو  | ورزشگاه گران پارک سنترال                 |
| ۱۴   | ۱۹۱۹ | اروگوئه  | ۲–۱   | آرژانتین    | بوئنوس آیرس | ورزشگاه جی‌ای‌بی‌ای                         |
| ۱۵   | ۱۹۲۲ | اروگوئه  | ۱–۰   | آرژانتین    | مونته‌ویدئو  | ورزشگاه گران پارک سنترال                 |
| ۱۶   | ۱۹۲۳ | اروگوئه  | ۰–۰   | آرژانتین    | بوئنوس آیرس | ورزشگاه اسپورتیوو باراکاس                |
| ۱۷   | ۱۹۲۴ | اروگوئه  | ۲–۰   | آرژانتین    | مونته‌ویدئو  | ورزشگاه گران پارک سنترال                 |
| ۱۸   | ۱۹۲۷ | اروگوئه  | ۱–۰   | آرژانتین    | بوئنوس آیرس | ورزشگاه مینیسترو برین سینگوئل            |
| ۱۹   | ۱۹۲۸ | آرژانتین | ۲–۲   | اروگوئه     | مونته‌ویدئو  | ورزشگاه گران پارک سنترال                 |
| ۲۰   | ۱۹۲۹ | اروگوئه  | ۰–۰   | آرژانتین    | بوئنوس آیرس | ورزشگاه گاسیومترو                        |
| ۲۱   | ۱۹۳۷ | آرژانتین | ۵–۱   | اروگوئه     | بوئنوس آیرس | ورزشگاه لیبرتادورس آمریکا                |
| ۲۲   | ۱۹۴۲ | آرژانتین | ۱–۱   | اروگوئه     | مونته‌ویدئو  | ورزشگاه سنتناریو                         |
| ۲۳   | ۱۹۴۵ | آرژانتین | ۲–۲   | اروگوئه     | مونته‌ویدئو  | ورزشگاه سنتناریو                         |
| ۲۴   | ۱۹۵۷ | اروگوئه  | ۱–۱   | آرژانتین    | بوئنوس آیرس | ورزشگاه توماس آدولفو دوکیو               |
| ۲۵   | ۱۹۶۲ | آرژانتین | ۳–۱   | اروگوئه     | بوئنوس آیرس | ورزشگاه مونومنتال آنتونیو وسپوسیو لیبرتی |
| ۲۶   | ۱۹۶۸ | آرژانتین | ۲–۰   | اروگوئه     | بوئنوس آیرس | ورزشگاه مونومنتال آنتونیو وسپوسیو لیبرتی |
| ۲۷   | ۱۹۷۳ | اروگوئه  | ۱–۱   | آرژانتین    | بوئنوس آیرس | ورزشگاه خوزه آمالفیتانی                  |
| ۲۸   | ۱۹۷۶ | آرژانتین | ۴–۱   | اروگوئه     | بوئنوس آیرس | ورزشگاه خوزه آمالفیتانی                  |
| ۲۹   | ۱۹۹۲ | آرژانتین | ۰–۰   | اروگوئه     | مونته‌ویدئو  | ورزشگاه سنتناریو                         |